# 24 Ore di Daytona 2011

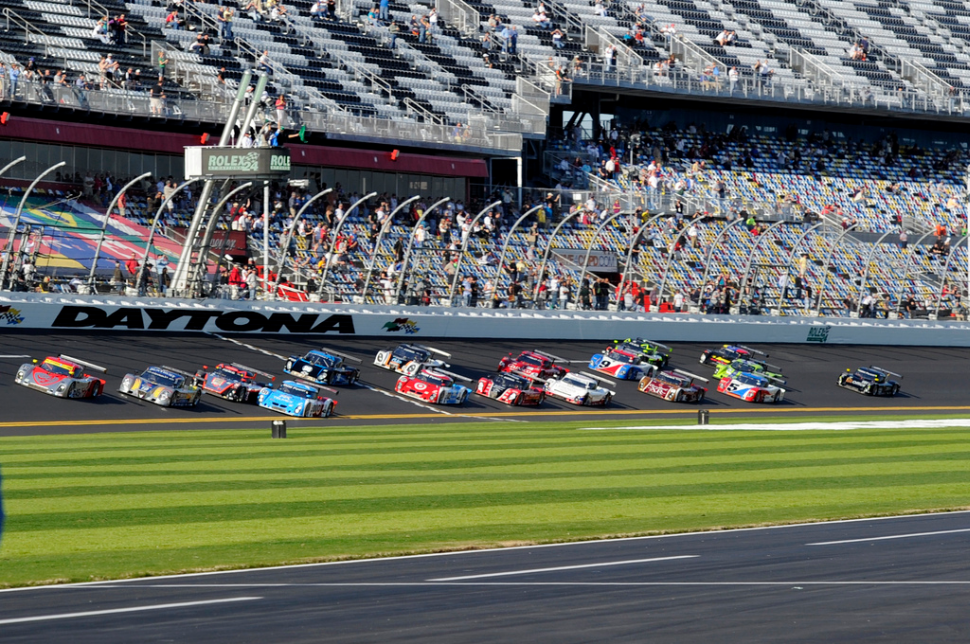
La partenza della 24 Ore di Daytona 2011

La 24 Ore di Daytona, corsa fra il 29 e il 30 gennaio sul Daytona International Speedway, è stata la 49 edizione dell'evento. Essa è stata anche la prima gara della stagione 2011 della Rolex Sport Car Series. La gara è stata vinta dal team Chip Ganassi Racing con i piloti Scott Pruett, Memo Rojas, Graham Rahal e Joey Hand. La categoria GT ha visto la vittoria del team TRG Motorsports con i piloti Andy Lally, Spencer Pumpelly, Brendan Gaughan, Wolf Henzler e Steven Berthau.

## Risultati
| Pos | Classe | #  | Team                                         | Piloti                                                                         | Telaio                | Giri |
| Pos | Classe | #  | Team                                         | Piloti                                                                         | Motore                | Giri |
| --- | ------ | -- | -------------------------------------------- | ------------------------------------------------------------------------------ | --------------------- | ---- |
| 1   | DP     | 01 | Chip Ganassi Racing con Felix Sabates        | Scott Pruett Memo Rojas Graham Rahal Joey Hand                                 | Riley Technologies    | 721  |
| 1   | DP     | 01 | Chip Ganassi Racing con Felix Sabates        | Scott Pruett Memo Rojas Graham Rahal Joey Hand                                 | BMW                   | 721  |
| 2   | DP     | 02 | Chip Ganassi Racing con Felix Sabates        | Scott Dixon Juan Pablo Montoya Dario Franchitti Jamie McMurray                 | Riley Mk. XI          | 721  |
| 2   | DP     | 02 | Chip Ganassi Racing con Felix Sabates        | Scott Dixon Juan Pablo Montoya Dario Franchitti Jamie McMurray                 | BMW                   | 721  |
| 3   | DP     | 9  | Action Express Racing                        | Terry Borcheller J.C. France João Barbosa Christian Fittipaldi Max Papis       | Riley                 | 721  |
| 3   | DP     | 9  | Action Express Racing                        | Terry Borcheller J.C. France João Barbosa Christian Fittipaldi Max Papis       | Porsche               | 721  |
| 4   | DP     | 23 | United Autosports con Michael Shank Racing   | Zak Brown Mark Patterson Mark Blundell Martin Brundle                          | Riley                 | 721  |
| 4   | DP     | 23 | United Autosports con Michael Shank Racing   | Zak Brown Mark Patterson Mark Blundell Martin Brundle                          | Ford                  | 721  |
| 5   | DP     | 10 | SunTrust Racing                              | Max Angelelli Ricky Taylor Ryan Briscoe                                        | Dallara               | 720  |
| 5   | DP     | 10 | SunTrust Racing                              | Max Angelelli Ricky Taylor Ryan Briscoe                                        | Chevrolet             | 720  |
| 6   | DP     | 76 | Krohn Racing                                 | Tracy Krohn Niclas Jönsson Ricardo Zonta Nicolas Minassian                     | Lola                  | 720  |
| 6   | DP     | 76 | Krohn Racing                                 | Tracy Krohn Niclas Jönsson Ricardo Zonta Nicolas Minassian                     | Ford                  | 720  |
| 7   | DP     | 6  | Michael Shank Racing con Curb/Agajanian      | A.J. Allmendinger Michael McDowell Justin Wilson                               | Dallara               | 719  |
| 7   | DP     | 6  | Michael Shank Racing con Curb/Agajanian      | A.J. Allmendinger Michael McDowell Justin Wilson                               | Ford                  | 719  |
| 8   | DP     | 55 | Level 5 Motorsports                          | Scott Tucker Christophe Bouchut Luis Díaz Mark Wilkins                         | Riley                 | 717  |
| 8   | DP     | 55 | Level 5 Motorsports                          | Scott Tucker Christophe Bouchut Luis Díaz Mark Wilkins                         | BMW                   | 717  |
| 9   | DP     | 5  | Action Express Racing                        | Darren Law David Donohue Buddy Rice Burt Frisselle                             | Riley                 | 106  |
| 9   | DP     | 5  | Action Express Racing                        | Darren Law David Donohue Buddy Rice Burt Frisselle                             | Porsche               | 106  |
| 10  | DP     | 60 | Michael Shank Racing                         | John Pew Oswaldo Negri Marc Goossens Michael Valiante                          | Riley                 | 706  |
| 10  | DP     | 60 | Michael Shank Racing                         | John Pew Oswaldo Negri Marc Goossens Michael Valiante                          | Ford                  | 706  |
| 11  | DP     | 95 | Level 5 Motorsports                          | Scott Tucker Ryan Hunter-Reay Richard Westbrook Raphael Matos                  | Riley                 | 703  |
| 11  | DP     | 95 | Level 5 Motorsports                          | Scott Tucker Ryan Hunter-Reay Richard Westbrook Raphael Matos                  | BMW                   | 703  |
| 12  | GT     | 67 | TRG Motorsports                              | Steven Bertheau Brendan Gaughan Wolf Henzler Andy Lally Spencer Pumpelly       | Porsche 997 GT3 Cup   | 685  |
| 12  | GT     | 67 | TRG Motorsports                              | Steven Bertheau Brendan Gaughan Wolf Henzler Andy Lally Spencer Pumpelly       | Porsche               | 685  |
| 13  | GT     | 48 | Paul Miller Racing                           | Bryce Miller Tim Sugden Bryan Sellers Robert Bell                              | Porsche 997 GT3 Cup   | 684  |
| 13  | GT     | 48 | Paul Miller Racing                           | Bryce Miller Tim Sugden Bryan Sellers Robert Bell                              | Porsche               | 684  |
| 14  | GT     | 40 | Dempsey Racing                               | Joe Foster Patrick Dempsey Charles Espenlaub Tom Long                          | Mazda RX-8            | 681  |
| 14  | GT     | 40 | Dempsey Racing                               | Joe Foster Patrick Dempsey Charles Espenlaub Tom Long                          | Mazda 2.0L 3-Rotor    | 681  |
| 15  | DP     | 99 | GAINSCO/Bob Stallings Racing                 | Jon Fogarty Alex Gurney Jimmie Johnson                                         | Riley                 | 679  |
| 15  | DP     | 99 | GAINSCO/Bob Stallings Racing                 | Jon Fogarty Alex Gurney Jimmie Johnson                                         | Chevrolet             | 679  |
| 16  | GT     | 44 | Magnus Racing                                | John Potter Craig Stanton Richard Lietz Marco Holzer                           | Porsche 997 GT3 Cup   | 675  |
| 16  | GT     | 44 | Magnus Racing                                | John Potter Craig Stanton Richard Lietz Marco Holzer                           | Porsche               | 675  |
| 17  | GT     | 59 | Brumos Racing                                | Hurley Haywood Andrew Davis Leh Keen Marc Lieb                                 | Porsche 997 GT3 Cup   | 673  |
| 17  | GT     | 59 | Brumos Racing                                | Hurley Haywood Andrew Davis Leh Keen Marc Lieb                                 | Porsche               | 673  |
| 18  | GT     | 70 | SpeedSource                                  | John Edwards Sylvain Tremblay Adam Christodoulou Jonathan Bomarito             | Mazda RX-8            | 670  |
| 18  | GT     | 70 | SpeedSource                                  | John Edwards Sylvain Tremblay Adam Christodoulou Jonathan Bomarito             | Mazda 2.0L 3-Rotor    | 670  |
| 19  | GT     | 42 | Team Sahlen                                  | Will Nonnamaker Wayne Nonnamaker Joe Nonnamaker Memo Gidley                    | Mazda RX-8            | 661  |
| 19  | GT     | 42 | Team Sahlen                                  | Will Nonnamaker Wayne Nonnamaker Joe Nonnamaker Memo Gidley                    | Mazda 2.0L 3-Rotor    | 661  |
| 20  | GT     | 4  | TRG Motorsports                              | Ryan Eversley Daniel Graeff Kenny Wallace Ron Yarab Jr Richard Zahn Jr         | Porsche 997 GT3 Cup   | 659  |
| 20  | GT     | 4  | TRG Motorsports                              | Ryan Eversley Daniel Graeff Kenny Wallace Ron Yarab Jr Richard Zahn Jr         | Porsche               | 659  |
| 21  | GT     | 18 | Müehlner Motorsport                          | Mark Thomas Peter Ludwig Dion von Moltke Cory Friedman                         | Porsche 997 GT3 Cup   | 655  |
| 21  | GT     | 18 | Müehlner Motorsport                          | Mark Thomas Peter Ludwig Dion von Moltke Cory Friedman                         | Porsche               | 655  |
| 22  | DP     | 45 | Flying Lizard Motorsports                    | Patrick Long Jörg Bergmeister Seth Neiman Johannes van Overbeek                | Riley Mk. XI          | 654  |
| 22  | DP     | 45 | Flying Lizard Motorsports                    | Patrick Long Jörg Bergmeister Seth Neiman Johannes van Overbeek                | Porsche               | 654  |
| 23  | GT     | 41 | Dempsey Racing                               | James Gue Dane Cameron Ian James Dave Lacey                                    | Mazda RX-8            | 650  |
| 23  | GT     | 41 | Dempsey Racing                               | James Gue Dane Cameron Ian James Dave Lacey                                    | Mazda 2.0L 3-Rotor    | 650  |
| 24  | DP     | 90 | Spirit of Daytona Racing                     | Antonio García Paul Edwards Sascha Maassen                                     | Coyote                | 649  |
| 24  | DP     | 90 | Spirit of Daytona Racing                     | Antonio García Paul Edwards Sascha Maassen                                     | Chevrolet             | 649  |
| 25  | GT     | 47 | Rick Ware Racing                             | Jeffrey Earnhardt Scott Monroe Doug Harrington Maurice Hull Brett Sandberg     | Porsche 997 GT3 Cup   | 635  |
| 25  | GT     | 47 | Rick Ware Racing                             | Jeffrey Earnhardt Scott Monroe Doug Harrington Maurice Hull Brett Sandberg     | Porsche               | 635  |
| 26  | GT     | 57 | Stevenson Motorsports                        | Robin Liddell Ronnie Bremer Jan Magnussen                                      | Chevrolet Camaro GT.R | 629  |
| 26  | GT     | 57 | Stevenson Motorsports                        | Robin Liddell Ronnie Bremer Jan Magnussen                                      | Chevrolet             | 629  |
| 27  | GT     | 66 | TRG Motorsports                              | Dominik Farnbacher Tim George Jr Ben Keating Lucas Luhr                        | Porsche 997 GT3 Cup   | 612  |
| 27  | GT     | 66 | TRG Motorsports                              | Dominik Farnbacher Tim George Jr Ben Keating Lucas Luhr                        | Porsche               | 612  |
| 28  | GT     | 88 | Autohaus Motorsports                         | Jordan Taylor Bill Lester Johnny O'Connell Matthew Marsh                       | Chevrolet Camaro GT.R | 607  |
| 28  | GT     | 88 | Autohaus Motorsports                         | Jordan Taylor Bill Lester Johnny O'Connell Matthew Marsh                       | Chevrolet             | 607  |
| 29  | GT     | 81 | DragonSpeed                                  | Cort Wagner Fred Poordad Doug Baron Nick Jones                                 | Ferrari F430 CH       | 588  |
| 29  | GT     | 81 | DragonSpeed                                  | Cort Wagner Fred Poordad Doug Baron Nick Jones                                 | Ferrari               | 588  |
| 30  | GT     | 54 | TRG Motorsports/Black Swan Racing/GMG Racing | Jeroen Bleekemolen Tim Pappas Patrick Pilet James Sofronas                     | Porsche 997 GT3 Cup   | 578  |
| 30  | GT     | 54 | TRG Motorsports/Black Swan Racing/GMG Racing | Jeroen Bleekemolen Tim Pappas Patrick Pilet James Sofronas                     | Porsche               | 578  |
| 31  | DP     | 2  | Starworks Motorsport                         | Enzo Potoliccio Alex Popow Romain Iannetta E.J. Viso                           | Riley                 | 577  |
| 31  | DP     | 2  | Starworks Motorsport                         | Enzo Potoliccio Alex Popow Romain Iannetta E.J. Viso                           | Ford                  | 577  |
| 32  | GT     | 94 | Turner Motorsport                            | Bill Auberlen Boris Said Paul Dalla Lana Matt Plumb                            | BMW M3                | 565  |
| 32  | GT     | 94 | Turner Motorsport                            | Bill Auberlen Boris Said Paul Dalla Lana Matt Plumb                            | BMW V-8               | 565  |
| 33  | DP     | 8  | Starworks Motorsport                         | Mike Forest Ryan Dalziel Jim Lowe Colin Braun Tomáš Enge                       | Riley                 | 552  |
| 33  | DP     | 8  | Starworks Motorsport                         | Mike Forest Ryan Dalziel Jim Lowe Colin Braun Tomáš Enge                       | Ford                  | 552  |
| 34  | GT     | 63 | Team Spencer Motorsports                     | Rich Grupp David Murry Jim Downing Owen Trinkler                               | Mazda RX-8            | 544  |
| 34  | GT     | 63 | Team Spencer Motorsports                     | Rich Grupp David Murry Jim Downing Owen Trinkler                               | Mazda 2.0L 3-Rotor    | 544  |
| 35  | GT     | 65 | Chris Smith Racing                           | Bill Sweedler Shane Lewis Tom Sheehan Mitch Pagerey                            | Porsche 997 GT3 Cup   | 495  |
| 35  | GT     | 65 | Chris Smith Racing                           | Bill Sweedler Shane Lewis Tom Sheehan Mitch Pagerey                            | Porsche               | 495  |
| 36  | GT     | 30 | Racers Edge Motorsports                      | Scott Rettich Mark Jensen Michael Marsal Gary Jensen Jade Buford               | Mazda RX-8            | 453  |
| 36  | GT     | 30 | Racers Edge Motorsports                      | Scott Rettich Mark Jensen Michael Marsal Gary Jensen Jade Buford               | Mazda 2.0L 3-Rotor    | 453  |
| 37  | GT     | 53 | TRG Motorsports/Nadeau Motorsports           | Jim Michaelian Bob Doyle Coulter Mulligan Joe Castellano Ken Dobson            | Porsche 997 GT3 Cup   | 423  |
| 37  | GT     | 53 | TRG Motorsports/Nadeau Motorsports           | Jim Michaelian Bob Doyle Coulter Mulligan Joe Castellano Ken Dobson            | Porsche               | 423  |
| 38  | GT     | 32 | PR1 Motorsports                              | David Cheng Tom Papadopoulos Ryan Lewis Max Hyatt                              | BMW M6                | 402  |
| 38  | GT     | 32 | PR1 Motorsports                              | David Cheng Tom Papadopoulos Ryan Lewis Max Hyatt                              | BMW V8                | 402  |
| 39  | GT     | 07 | Banner Racing                                | Bruce Ledoux Eric Curran Gunter Schaldach Oliver Gavin                         | Chevrolet Camaro GT.R | 398  |
| 39  | GT     | 07 | Banner Racing                                | Bruce Ledoux Eric Curran Gunter Schaldach Oliver Gavin                         | Chevrolet             | 398  |
| 40  | GT     | 17 | Burtin Racing                                | Claudio Burtin Martin Ragginger Nick Tandy Nicolas Armindo                     | Porsche 997 GT3 Cup   | 378  |
| 40  | GT     | 17 | Burtin Racing                                | Claudio Burtin Martin Ragginger Nick Tandy Nicolas Armindo                     | Porsche               | 378  |
| 41  | GT     | 22 | Bullet Racing                                | James Walker Brian Wong Eric Lux                                               | Porsche 997 GT3 Cup   | 328  |
| 41  | GT     | 22 | Bullet Racing                                | James Walker Brian Wong Eric Lux                                               | Porsche               | 328  |
| 42  | DP     | 77 | Doran Racing                                 | Brian Frisselle Henri Richard Matt Bell Ross Kaiser                            | Dallara               | 312  |
| 42  | DP     | 77 | Doran Racing                                 | Brian Frisselle Henri Richard Matt Bell Ross Kaiser                            | Ford                  | 312  |
| 43  | GT     | 56 | Bennett Racing                               | Mike Skeen Jean-Francois Dumoulin Michael Davidson Glynn Geddie Dan Harrington | Ferrari F430 CH       | 286  |
| 43  | GT     | 56 | Bennett Racing                               | Mike Skeen Jean-Francois Dumoulin Michael Davidson Glynn Geddie Dan Harrington | Ferrari               | 286  |
| 44  | DP     | 7  | Starworks Motorsport                         | Doug Peterson R.J. Valentine Jared Beyer Scott Mayer Jan Heylen                | Riley                 | 215  |
| 44  | DP     | 7  | Starworks Motorsport                         | Doug Peterson R.J. Valentine Jared Beyer Scott Mayer Jan Heylen                | Ford                  | 215  |
| 45  | GT     | 69 | SpeedSource                                  | Emil Assentato Jeff Segal Nick Ham Anthony Lazzaro                             | Mazda RX-8            | 202  |
| 45  | GT     | 69 | SpeedSource                                  | Emil Assentato Jeff Segal Nick Ham Anthony Lazzaro                             | Mazda 2.0L 3-Rotor    | 202  |
| 46  | GT     | 43 | Team Sahlen                                  | Joe Sahlen                                                                     | Mazda RX-8            | 124  |
| 46  | GT     | 43 | Team Sahlen                                  | Joe Sahlen                                                                     | Mazda 2.0L 3-Rotor    | 124  |
| 47  | GT     | 36 | Yellow Dragon Motorsports                    | Taylor Hacquard Chris Cumming Mikel Miller Justin Marks                        | Mazda RX-8            | 122  |
| 47  | GT     | 36 | Yellow Dragon Motorsports                    | Taylor Hacquard Chris Cumming Mikel Miller Justin Marks                        | Mazda 2.0L 3-Rotor    | 122  |
| 48  | GT     | 86 | Mitchum Motorsports                          | Joey Atterbury Cooper MacNeil Randy Pobst Derek Whitis                         | Porsche 997 GT3 Cup   | 121  |
| 48  | GT     | 86 | Mitchum Motorsports                          | Joey Atterbury Cooper MacNeil Randy Pobst Derek Whitis                         | Porsche               | 121  |